# Inês Brasil
Inês Tânia Lima da Silva, mais conhecida como Inês Brasil (Rio de Janeiro, 25 de outubro de 1969), é uma cantora, dançarina, personalidade de televisão e youtuber brasileira.
Inês ganhou notoriedade após seu vídeo de inscrição para a edição de 2013 do reality show Big Brother Brasil, publicado no final de 2012, ter se tornado viral, apesar de ela não ter participado do processo seletivo. Desde então, Inês tornou-se um meme, emplacando novos virais sempre que atualiza sua redes sociais.
Em 2015, lançou seu primeiro álbum, Make Love, que mescla composições próprias e regravações de clássicos da música popular brasileira. Depois do disco, ela viajou todo o Brasil fazendo shows em boates, realizando cerca de vinte shows por mês, e tendo cachê em torno de R$ 12 mil por show.

## Carreira

### Início e ascensão
Inês iniciou sua carreira aos 18 anos no Sargentelli, na casa de espetáculos Oba-Oba, onde atuou como uma das "Mulatas". Seu pai era cantor e compositor da escola de samba Quilombo dos Palmares e, junto com sua mãe e seus nove irmãos, teve uma infância voltada para a religiosidade. Cantou pela primeira vez em uma igreja e, aos 22 anos, tornou-se professora de samba em uma escola do Rio de Janeiro, onde conheceu seu ex-marido. Em 1993, aos 24 anos, mudou-se para a Europa, acompanhando o marido. Ele, diretor de fotografia em uma rede de televisão da Alemanha, produziu os vídeos de Inês e a apresentou à bossa nova. Foi nessa época que Inês iniciou sua carreira como cantora.

### 2012–2015: Fama eMake Love
Uma amiga de Inês sugeriu que ela mandasse um vídeo de inscrição para o reality show Big Brother Brasil, da TV Globo. Inês concordou e enviou vídeos durante cinco anos, candidatando-se desde a edição de 2009 do reality show até a de 2013. Em dezembro de 2012, seu vídeo de inscrição tornou-se um grande viral na internet, levando-a à fama.
A partir de então, diversas paródias do vídeo começaram a surgir, incluindo um remix da canção "Scream & Shout", do cantor estadunidense Will.I.Am com participação de Britney Spears, que incorporava trechos falados por Inês. Apesar de não oficial, o remix acumulou várias visualizações e inspirou outras versões. Logo depois foi possível encontrar inúmeros remixes com faixas de outros artistas, como Lady Gaga, Miley Cyrus, Nicki Minaj, DJ Snake e Rihanna, e Inês foi usando os remixes em seus shows. Desde então, Inês participou de diversos programas de televisão, como TV Fama, Superpop e Agora É Tarde. Ela também foi alvo de uma pegadinha do programa Domingo Legal, no quadro Telegrama Legal, a pedido de Monique Karp, uma de suas duas filhas.
Em 17 de março de 2015, Inês Brasil lançou seu primeiro álbum de estúdio, Make Love, nas plataformas digitais iTunes e Google Play, além dos serviços de streaming Spotify, Apple Music e Tidal. O videoclipe do primeiro single do álbum, também intitulado "Make Love", ultrapassou 1 milhão de visualizações no YouTube. Em 1 de dezembro de 2015, seus fãs criaram uma grande corrente na página do prêmio americano Grammy Awards. Quando a página oficial do evento no Facebook questionou o público sobre quem deveria estar entre os indicados, os seguidores de Inês Brasil publicaram repetidamente a frase "Inês Brasil best be nominated". A mobilização dos fãs chegou a levar a organização da premiação a bloquear brasileiros no site de votação para indicações ao prêmio.

### 2016–presente
Em 2016, Inês participou de um vídeo promocional da divulgação da série Orange Is The New Black, original da Netflix, em que ela conversava com a protagonista Piper Chapman. Também esteve presente em outro vídeo da série.

## Vida pessoal
Inês Brasil é a penúltima de nove irmãos, filha de uma família bastante humilde e evangélica, Inês nasceu e cresceu no subúrbio carioca, na Favela da Vila Kennedy, que na época pertencia a Bangu, localizada no então sub-bairro de Vila Kennedy. Aos 18 anos, decidiu sair de casa e foi morar sozinha em uma kitnet alugada em Copacabana, buscando sua independência financeira e pessoal. Nessa época, trabalhava como dançarina na casa de espetáculos Rubem Braga, onde fazia parte do grupo de "Mulatas". Após alguns anos, mudou-se para a Alemanha, onde aprendeu a tocar piano e falar alemão. Ela residiu por dezoito anos no país, dez deles junto de seu ex-marido Christian Karp, que a tirou da prostituição, trabalho que exercia no Rio de Janeiro para complementar a renda. Antes disso, após deixar a dança, tornou-se professora de samba, mas a baixa remuneração a levou a buscar outras formas de sustento. Além de ajudar financeiramente os pais, que passavam por dificuldades, Inês também precisava garantir o sustento de suas duas filhas, Monique e Júlia, criadas pelos avós enquanto ela trabalhava.
Em entrevistas, Inês revelou que fazia até quatro mil reais por semana na noite carioca e que, nesse período, iniciou o uso de cocaína. Após conhecer Christian, ele a ajudou a se livrar do vício e a construir uma nova vida na Alemanha. No entanto, após dez anos de casamento, o casal se divorciou. Inês continuou vivendo no país e voltou à prostituição para se sustentar e cuidar de suas filhas, que se mudaram para a Alemanha após seu casamento. Durante oito anos, trabalhou como garota de programa de luxo em Munique, até decidir retornar ao Brasil para ficar mais próxima dos pais.
De volta ao país, começou a publicar vídeos no YouTube, onde cantava e dançava. Aos poucos, conquistou inúmeros fãs e se tornou um fenômeno na internet, destacando seu talento artístico e seu humor irreverente.
Atualmente, suas filhas Monique Lima e Júlia Lima trabalham como influenciadoras digitais, sendo que Júlia também atua como maquiadora e empresária de Inês. A artista é avó de quatro netos, duas meninas e dois meninos.
Em entrevista para o Yahoo! em 2013, Inês revelou que aceitaria participar de filmes pornográficos. Ao longo dos anos, realizou diversas cirurgias plásticas no rosto e no corpo, incluindo um implante de de 900 ml de silicone em cada seio. Em sua conta no Youtube, também costuma abordar temas polêmicos, como racismo,  homofobia, religião e assuntos polêmicos de figuras públicas, como o jogador Aranha, as colocações do deputado e pastor Marco Feliciano e a morte do político Eduardo Campos. Além disso, Inês falou sobre Vladimir Putin e a Guerra Russo-Ucraniana, mostrando sua opinião sobre esses assuntos no cenário político internacional.

## Controvérsias

### Sabrina Boing Boing
Em 2013, Inês envolveu-se em uma intriga com Sabrina Boing Boing, após desentendimentos oriundos de uma reportagem que as duas protagonizaram. Inês manifestou-se publicamente em seu canal do YouTube para criticar a postura da modelo. A confusão teria ocorrido porque - segundo Inês, em entrevista ao TV Fama - Inês estava tirando fotos de topless com seus fãs, quando Sabrina lhe propôs tirar foto com os seios juntos e Inês se recusou.

### Suposta agressão
No dia 20 de fevereiro de 2015, um vídeo de Inês sendo supostamente agredida fisicamente por seu então empresário e assessor, Thiago Araújo, veio a público. A briga teria acontecido na madrugada do dia 18, na casa de show Espaço Acústica, no Rio de Janeiro, onde Inês havia se apresentado, e Thiago, que também é DJ, tocava. Procurado pelo EGO, Thiago confirmou o desentendimento, disse que Inês estava se excedendo no palco e que, como empresário e assessor, foi chamado pela direção da casa e alguns amigos para contê-la. Ele disse que não houve agressão por parte dele e que estava apenas tentando tirar Inês do palco para que ela não tirasse a roupa, como costuma fazer. Apesar de ter minimizado os rumores de agressão, Thiago confirmou que Inês Brasil esteve em uma delegacia para registrar queixa por agressão contra ele e também fazer exame de corpo delito por conta da raiva do momento.
Inês se pronunciou, dizendo que estava exaltada no vídeo por conta da bebida, e afirmou que a situação tomou proporções maiores do que realmente foi. Também afirmou que não foi agredida, que Thiago apenas a puxou pelo braço e que houve uma discussão entre eles. Inês finalizou o vídeo dizendo que Thiago pediu desculpas a ela pela forma como a abordou, para que ela se retirasse do palco, e que já estava tudo bem entre eles, agradecendo a preocupação dos fãs na internet.

### Vídeo íntimo
Em maio de 2015, Inês Brasil figurou um escândalo sexual semelhante ao caso de vazamento de imagens e vídeos sensuais de celebridades em 2014, conhecido como fappening. A cantora afirmou não possuir envolvimento na divulgação do material. Diego, o garoto que acompanhava Inês, havia pedido para gravar o ato, mas teria afirmado que não divulgaria a gravação. Entretanto, o vídeo foi divulgado. Diego se pronunciou afirmando que havia perdido seu celular e que não teria sido ele a divulgar o vídeo.

## Discografia

### Álbuns de estúdio
| Álbum     | Detalhes                                                                                 |
| --------- | ---------------------------------------------------------------------------------------- |
| Make Love | - Lançamento: 17 de março de 2015 - Formatos: Download digital, CD - Gravadora: Videobes |

### Singles
| Ano  | Single                                                          |
| ---- | --------------------------------------------------------------- |
| 2002 | "Copa do Mundo"                                                 |
| 2002 | "Oba Oba Oba"                                                   |
| 2015 | "Make Love"                                                     |
| 2016 | "Undererê"                                                      |
| 2017 | "Adão e Eva, Eva e Adão"                                        |
| 2017 | "Chupa Que É De Uva"                                            |
| 2019 | "Come On Dj" (com DJ Marcinho Mpc, DJ Fire                      |
| 2021 | "Bate Direito" (com Karrson, Cariúcha, Mc Naninha, Heavy Baile) |
| 2021 | "A Vacina Já Chegou"                                            |
| 2021 | "Flauta Encantada" (com Mallias, Mc semi)                       |
| 2022 | "O Presidente Me Parou"                                         |
| 2022 | "Brasil É Hexa Campeão 2022" (com Mc semi)                      |
| 2023 | "Viva o eterno Rei Pelé"                                        |
| 2023 | "Libera o Topless"                                              |
| 2024 | "Bota Bota Leitin"                                              |
| 2024 | "Os Humilhados Serão Exaltados" (com DJ Ruan da VK)             |
| 2024 | "Eu Sou a Número 1 das Número 1" (com DJ Ruan da VK, FIRMA 21)  |
| 2025 | "É Carnaval Preservativo"                                       |

### Videoclipes
| Ano  | Obra                     |
| ---- | ------------------------ |
| 2002 | "Oba Oba Oba"            |
| 2002 | "Copa do Mundo"          |
| 2015 | "Make Love"              |
| 2016 | "Undererê"               |
| 2017 | "Adão e Eva, Eva e Adão" |

## Filmografia

### Televisão
| Ano  | Título                       | Papel     | Notas                             | Ref.   |
| ---- | ---------------------------- | --------- | --------------------------------- | ------ |
| 2013 | Superpop                     | Ela mesma | Episódio: "30 de janeiro de 2013" | [ 33 ] |
| 2013 | Agora É Tarde                | Ela mesma | Episódio: "26 de março de 2013"   | [ 34 ] |
| 2013 | Domingo Legal                | Ela mesma | Quadro: Telegrama Legal           |        |
| 2015 | The Noite com Danilo Gentili | Ela mesma | Temporada 2                       | [ 35 ] |
| 2017 | The Noite com Danilo Gentili | Ela mesma | Temporada 4                       | [ 36 ] |
| 2021 | The Noite com Danilo Gentili | Ela mesma | Temporada 8                       | [ 37 ] |
| 2024 | Lady Night                   | Ela mesma | Episódio: "22 de outubro de 2024" | [ 38 ] |

### Internet
| Ano  | Título           | Papel     | Notas                                         | Ref. |
| ---- | ---------------- | --------- | --------------------------------------------- | ---- |
| 2017 | Porta dos Fundos | Ela mesma | Episódio: "Especial de Natal - A Arca de Noé" |      |

## Turnês
- Make Love Tour (2015-2016)
- Undererê Tour (2016)